# Joseíto
José Iglesias Fernández (23 de desembre de 1926 - 12 de juliol de 2007), sobrenomenat Joseíto, va ser un futbolista espanyol que jugava com a migcampista i fou posteriorment entrenador de futbol.
Va acumular un total de 134 partits i 54 gols a la Lliga al llarg de nou temporades, concretament en representació del Reial Madrid, amb el qual va participar en 177 partits oficials i va marcar 77 gols, guanyant deu títols majors.

## Carrera de club
Nascut a Zamora, Castella i Lleó, Joseíto va jugar a diversos clubs abans d'arribar al Real Santander SD el 1949, inclòs el local CA Zamora. En la seva primera temporada va ajudar els càntabres a ascendir a la primera divisió.
L'estiu de 1951 Joseíto es va traslladar al Reial Madrid (dos anys abans que un altre jugador que representaria ambdós clubs, Francisco Gento), va romandre a l'Estadi Santiago Bernabéu durant els vuit anys següents i va participar en prop de 200 partits oficials. Va jugar com a titular la final de la Copa d'Europa de 1956, que el Madrid va guanyar 4-3 a l'Stade de Reims i que inauguraría una ratxa de cinc victòries consecutives en aquesta competició. També va jugar com a titular la final de la Copa d'Europa de 1958, que el Madrid va guanyar per 3-2 contra l'AC Milan a Heysel.
De 1955 a 1959 va guanyar quatre copes d'Europa consecutives, contribuint amb 11 partits i sis gols en el procés; no obstant això, després de l'arribada de Raymond Kopa, va començar a actuar amb menys regularitat.
Joseíto es va retirar l'any 1961 amb gairebé 35 anys, després de passar un any a la segona divisió amb el Levante UD i el Rayo Vallecano. En les dècades següents va dirigir una sèrie de clubs en els tres nivells principals del futbol espanyol, sent al capdavant del València CF i del Granada CF (dos períodes) al màxim nivell.

## Carrera internacional
Joseíto va tenir la seva primera i única convocatòria amb la selecció espanyola el 28 de desembre de 1952, un empat amistós 2-2 amb Alemanya Occidental jugat a Madrid.

## Palmarès
Valladolid
- Tercera Divisió: 1945–46, 1946–47

Salamanca
- Tercera Divisió: 1947–48

Racing de Santander
- Segona Divisió: 1949–50

Reial Madrid
- La Lliga: 1953–54, 1954–55, 1956–57, 1957–58
- Copa d'Europa: 1955–56, 1956–57, 1957–58, 1958–59
- Copa Llatina: 1955, 1957

## Mort
Joseíto va morir a Granada, Andalusia, el 12 de juliol de 2007, després de patir el segon ictus en sis anys. Tenia 80 anys.